# Atlantic Crossing
Atlantic Crossing es el sexto álbum de estudio del cantante británico de rock Rod Stewart, publicado en 1975 por Riva Records para el mercado inglés y por Warner Bros. Records en los Estados Unidos. Con este disco marca un antes y un después en su carrera musical, primero se trasladó a vivir a Estados Unidos con su novia, la actriz Britt Ekland, luego acabó con el contrato con Mercury Records para firmar con Warner Bros., a su vez deja de trabajar con sus compañeros de Faces; Ronnie Wood e Ian McLagan y deja las raíces del folk rock y del white soul para incursionar en el soft rock y el pop rock.

## Recepción comercial y promoción
Este cambio de sonido le entregó muy buenos resultados en las listas musicales, ya que obtuvo la novena posición en los Billboard 200 y el primer lugar en la lista UK Albums Chart del Reino Unido, su quinto disco consecutivo en lograrlo. A su vez fue certificado con disco de oro en los Estados Unidos, luego de superar el millar de copias vendidas. Mientras que en su país natal alcanzó disco de platino, certificación otorgada por la BPI.
Para promocionarlo fueron lanzados los sencillos «Sailing» —una versión del dúo inglés The Sutherland Brothers Band— y «This Old Heart of Mine» también un cover pero de The Isley Brothers, ambas entraron en los UK Singles Chart en el primer y cuarto puesto respectivamente.

## Lista de canciones
| N.º | Título                                                 | Escritor(es)                       | Duración |  |
| 1.  | «Three Time Loser»                                     | Stewart                            | 4:03     |  |
| 2.  | «Alright for An Hour»                                  | Stewart, Jesse Ed Davis            | 4:17     |  |
| 3.  | «All in the Name of Rock & Roll»                       | Stewart                            | 5:02     |  |
| 4.  | «Drift Away» (cover de Dobie Gray)                     | Mentor Williams                    | 3:43     |  |
| 5.  | «Stone Cold Sober»                                     | Stewart, Steve Cropper             | 4:12     |  |
| 6.  | «I Don't Want to Talk About It» (cover de Crazy Horse) | Danny Whitten                      | 4:47     |  |
| 7.  | «It's Not the Spotlight»                               | Barry Goldberg, Gerry Goffin       | 4:21     |  |
| 8.  | «This Old Heart of Mine» (cover de The Isley Brothers) | Holland-Dozier-Holland, Sylvia Moy | 4:04     |  |
| 9.  | «Still Love You»                                       | Stewart                            | 5:08     |  |
| 10. | «Sailing» (cover de The Sutherland Brothers Band)      | Gavin Sutherland                   | 4:37     |  |

## Posición y certificación

### Posicionamiento en listas semanales
| País           | Lista                   | Posición |
| -------------- | ----------------------- | -------- |
| Reino Unido    | UK Albums Chart         | 1        |
| Noruega        | VG-lista                | 1        |
| Australia      | Australian Albums Chart | 1        |
| Países Bajos   | MegaCharts              | 2        |
| Nueva Zelanda  | RIANZ Charts            | 2        |
| Suecia         | Sverigetopplistan       | 5        |
| Estados Unidos | Billboard 200           | 9        |
| Alemania       | Media Control Charts    | 11       |
| España         | Top 100 Álbumes         | 18       |
| Canadá         | Canadian Albums Chart   | 21       |
| Italia         | Top 100 Artisti         | 23       |
| Japón          | Japan Albums Chart      | 87       |

| País         | Lista (1975)            | Posición |
| ------------ | ----------------------- | -------- |
| Reino Unido  | UK Albums Chart         | 3        |
| Australia    | Australian Albums Chart | 11       |
| Países Bajos | MegaCharts              | 15       |

| País      | Lista (1976)            | Posición |
| --------- | ----------------------- | -------- |
| Australia | Australian Albums Chart | 17       |
| Italia    | Top 100 Artisti         | 83       |

### Certificaciones
| País           | Organismo certificador | Certificación | Ventas certificadas | Ref.   |
| -------------- | ---------------------- | ------------- | ------------------- | ------ |
| Reino Unido    | BPI                    | Platino       | 300 000             | [ 7 ]  |
| Estados Unidos | RIAA                   | Oro           | 500 000             | [ 6 ]  |
| Alemania       | BVMI                   | Oro           | 250 000             | [ 20 ] |
| Hong Kong      | IFPI - Hong Kong       | Oro           | 7500                | [ 21 ] |

## Músicos
- Rod Stewart: voz
- Steve Cropper, Fred Tackett, Jesse Ed Davis, Jimmy Johnson, Pete Carr: guitarra eléctrica y acústica.
- Barry Beckett, Albhy Galuten: teclados
- Donald "Duck" Dunn, Leland Sklar, Bob Glaub, David Hood: bajo
- David Lindley: violín y mandolina.
- Al Jackson, Jr., Roger Hawkins, Nigel Olsson, Willie Bobo: batería
- The Memphis Horn: trompeta, trombón, saxofón.
- The Pets & The Cleppers, Cindy & Bob Singers: coros